# Џамејка (Ајова)
Џамејка (енгл. Jamaica) град је у америчкој савезној држави Ајова. По попису становништва из 2010. у њему је живело 224 становника.

## Демографија
Према попису становништва из 2010. у граду је живело 224 становника, што је -13 (-5.5%) становника више него 2000. године.
| Група             | 2000.       | 2010.       |
| Белци             | 234 (98,7%) | 208 (92,9%) |
| Афроамериканци    | 0 (0,0%)    | 0 (0,0%)    |
| Азијати           | 0 (0,0%)    | 0 (0,0%)    |
| Хиспаноамериканци | 3 (1,3%)    | 14 (6,3%)   |
| Укупно            | 237         | 224         |